# جامع الفرج (الأنبار)
جامع الفرج من مساجد العراق الحديثة، ويقع في منطقة الشركة قرب الحي الصناعي، في قضاء الرمادي في محافظة الأنبار، وبني في عام 1423هـ/2002م، ولقد شيد وبني على نفقة المتبرع (خالد سليمان حمود)، وتبلغ مساحتهُ 2000م2، ويحتوي الحرم على مصلى واسع تبلغ مساحته حوالي 1000م2 ويتسع لأكثر من 1000 مصل، وتقام فيهِ صلاة الجمعة وصلاة العيدين والصلوات الخمس.
ومقابل الحرم فسحة طارمة مسقفة وأمامها حديقة، وتعلوه منارة مئذنة صغيرة، ويحتوي الجامع على دار مخصصة للإمام والخطيب. وفيه منبر للخطابة مصنوع من الخشب الصاج، وتم ترميم الجامع في عام 2005م، ومن نشاطاته إقامة دورات تحفيظ القرآن للطلاب في العطلة المدرسية الصيفية، حيث يتم تخريج قرابة 100 طالب وطالبة سنوياً من مختلف الأعمار، ويتم تحفيظهم أجزاء من القرآن، بالإضافة إلى بعض الدروس الفقهية والآداب الإسلامية العامة.